# 日曜特集 (NHK)
『日曜特集』（にちようとくしゅう）は、1970年4月12日から1972年4月2日までNHK総合テレビジョンで放送されていた報道番組である。放送時間は毎週日曜 20:45 - 21:30 （日本標準時）。当初はモノクロ放送だったが、1970年10月11日からカラー放送となった。

## 概要
政治・経済・社会のあらゆる領域から、一般大衆、更にジャーナリズムが最も興味や関心を持つ問題や事象をタイミングよく捉え、演出構成の面でもフィルムルポルタージュ、大衆の参加によるスタジオ討論を交えた大型報道番組。

## テーマ

### 1970年度
- 公害都市東京
- 公害国会の記録
- 汚染の海総点検
- 自然破壊
- 92枚のカルテ
- 防衛大学校71年
- 世界の農業
- 生活優先への道
- 欧米の住宅事情
- 海外のマスコミ事情
- 戦火と民衆 インドシナ報告
- ある平和候補の敗北 アメリカ中間選挙
- よみがえるシルクロード

### 1971年度
- 東京都知事選
- 全日空衝突事故
- 保険医総辞退
- 無目的社会の日本人
- にっぽんゴミ戦争
- 米中関係200年史
- 問い直される日本の防衛
- 円切り上げ